# SMU Mustangs
SMU Mustangs – nazwa drużyn sportowych Southern Methodist University w Dallas, biorących udział w akademickich rozgrywkach w Atlantic Coast Conference, organizowanych przez National Collegiate Athletic Association. 

## Sekcje sportowe uczelni
| Mężczyźni - futbol amerykański (1): 1935 - golf (1) - koszykówka - lekkoatletyka (2) oraz (1) w hali - piłka nożna - tenis | Kobiety - bieg przełajowy - golf - jeździectwo - koszykówka - lekkoatletyka - piłka nożna - pływanie - siatkówka - tenis - wioślarstwo |

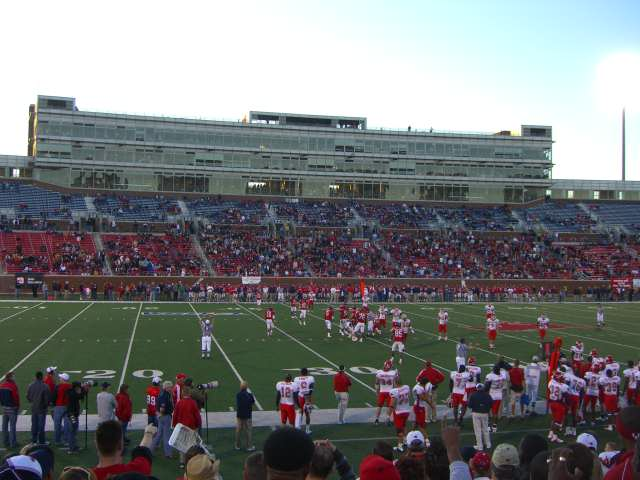
Gerald J. Ford Stadium.

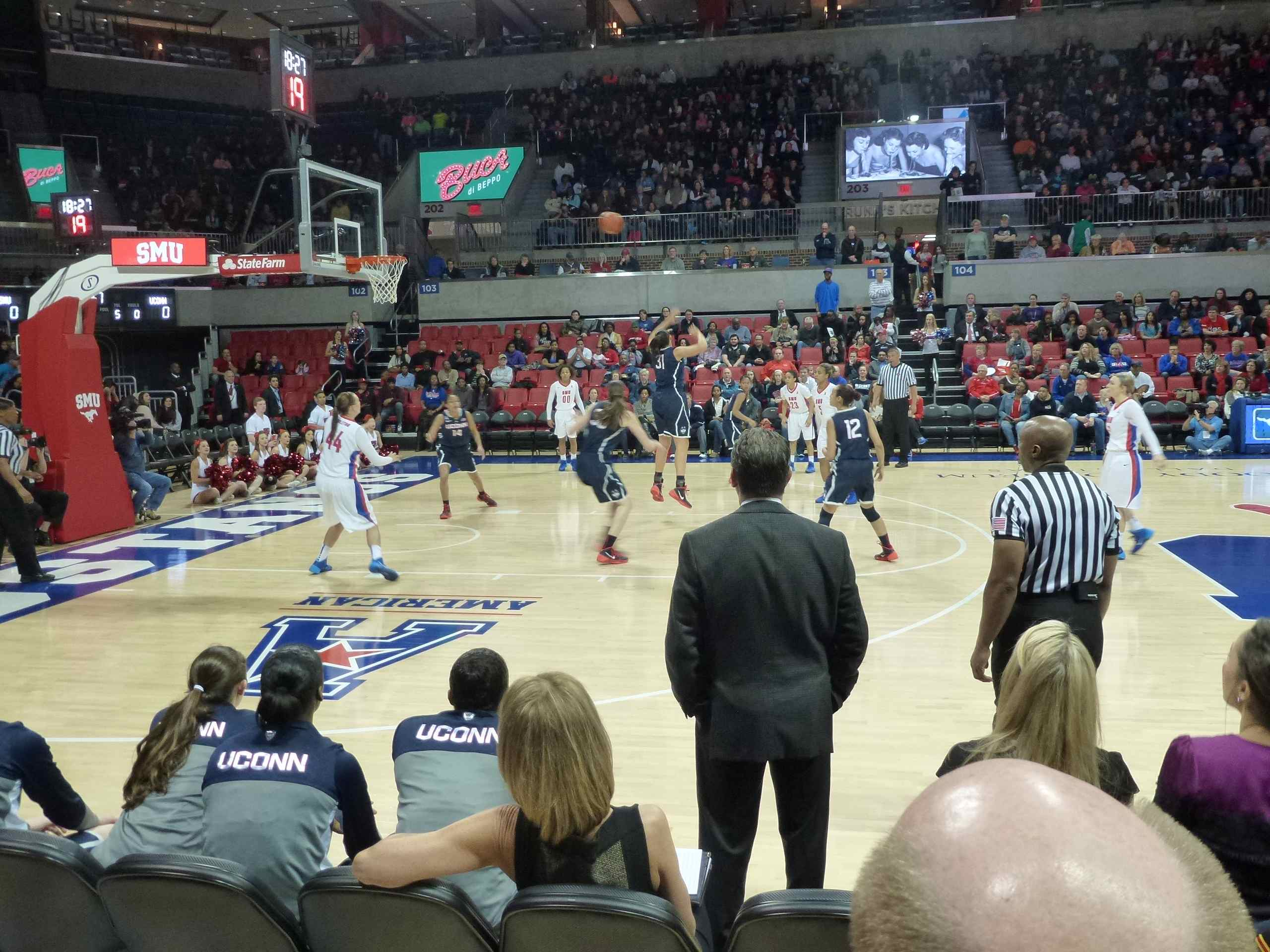
Moody Coliseum.

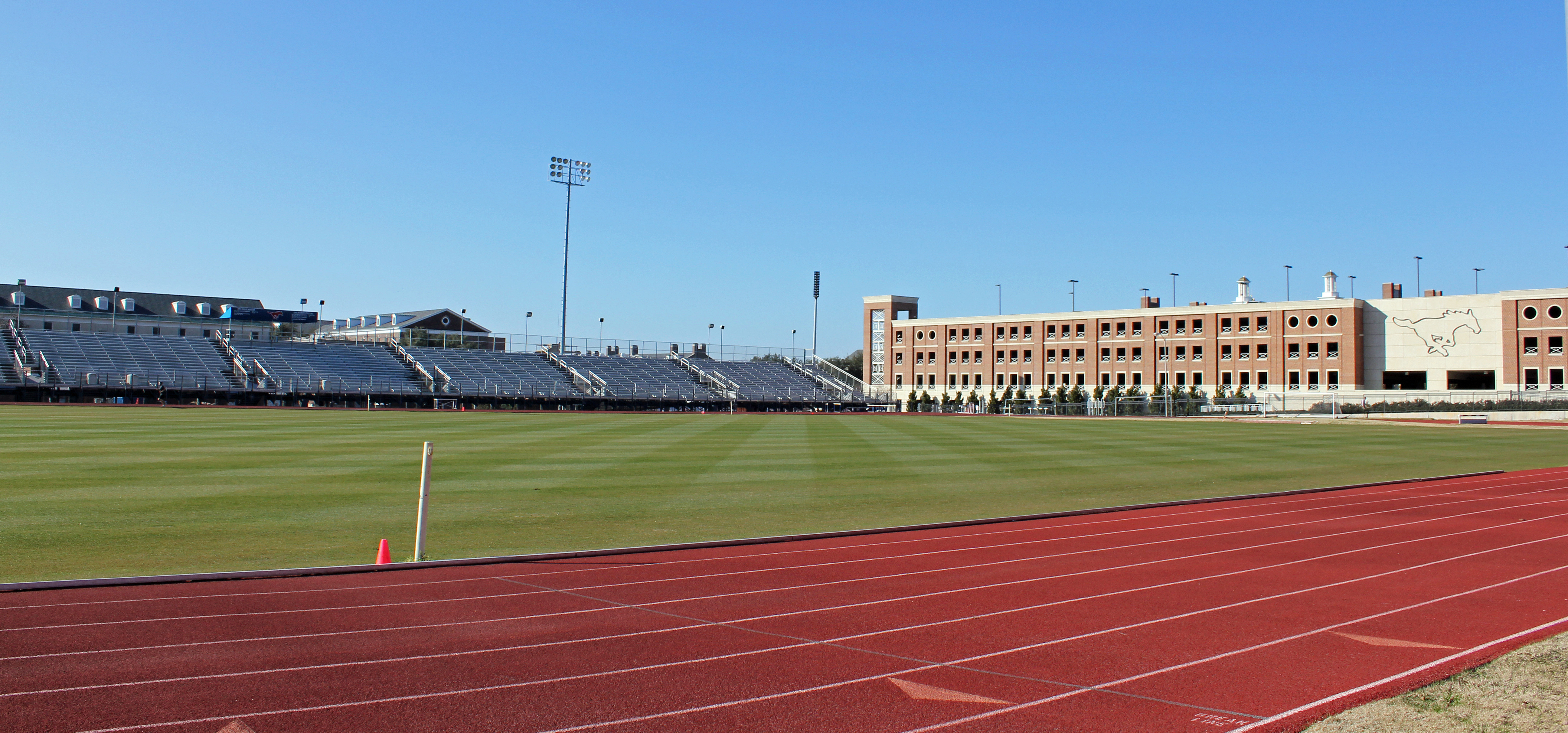
Westcott Field.

W nawiasie podano liczbę tytułów mistrzowskich NCAA (stan na 1 lipca 2015)

## Obiekty sportowe
- Gerald J. Ford Stadium – stadion futbolowy o pojemności 32 000 miejsc[3]
- Moody Coliseum – hala sportowa o pojemności 7000 miejsc, w której odbywają się mecze koszykówki[4]
- Westcott Field – stadion piłkarski o pojemności 2400 miejsc[5]
- Morrison-Bell Track Stadium – stadion lekkoatletyczny o pojemności 3500 miejsc[6]
- A.R. Barr Aquatic Center – odkryty basen[7]
- SMU Tennis Complex – korty tenisowe[8]